# Transient High-Energy Sky and Early Universe Surveyor
Transient High-Energy Sky and Early Universe Surveyor oder THESEUS ist ein vorgeschlagenes Weltraumteleskop zur Durchmusterung des Himmels nach Gammablitzen (GRBs). Die Initiatoren hoffen, damit mehr frühe GRBs mit einer Rotverschiebung von größer als 6 finden zu können. Population-III-Sterne oder Population-II-Sterne sollen mit dem Außenposten in der Erdumlaufbahn entdeckt werden. Der Satellit würde auch die Reionisierung des Universums erforschen. Zudem würde dieses Teleskop es ermöglichen, Gravitationswellenereignisse besser mit GBRs zu verknüpfen. Weiter soll das Teleskop auch ein Instrument an Bord haben, um Röntgenstrahlen und Infrarotstrahlen zu detektieren. Betreiber des Teleskops wäre die ESA.